# Isgarum didymum
Isgarum didymum là loài thực vật có hoa thuộc họ Dền. Loài này được (Lour.) Raf. mô tả khoa học đầu tiên năm 1836.